# Bolboceratidae
Bolboceratidae (Mulsant, 1842) è famiglia di coleotteri, compresi nella superfamiglia scarabaeoidea che comprende oltre 500 specie.

## Descrizione

### Adulto
Si tratta di coleotteri di medio-piccole dimensioni, dalla forma generalmente globosa, diversificati tra loro soprattutto nell'emisfero australe. In molte specie i maschi sono caratterizzati dalla presenza di corna cefaliche e toraciche, che vengono impiegate nelle battaglie territoriali ingaggiate con gli altri maschi. Chiave dicotomica fondamentale sono le antenne composte da 11 articoli

## Biologia
I Bolboceratidae sono micofagi, si nutrono cioè di funghi e sostanze in decomposizione. Similarmente ai Geotrupidae scavano gallerie nel terreno per nutrirsi e riprodursi. Il periodo di apparizione varia a seconda della specie presa in esame.

## Distribuzione
I Bolboceratidae sono diffusi in tutto il mondo.

## Tassonomia
La famiglia si divide nelle seguenti sottofamiglie:
- Athyreinae
- Bolbelasminae
- Bolboceratinae
- Bolbochrominae
- Eubolbitinae
- Eucanthinae
- Gilletininae
- Odonteinae
- Stenaspidiinae